# Vatavaarajärvet
Vatavaarajärvet är en sjö i Gällivare kommun i Lappland och ingår i Kalixälvens huvudavrinningsområde. Vatavaarajärvet ligger i Lina fjällurskog Natura 2000-område.